# Philipp Bönig
Philipp Bönig (Erding, Bajorország, 1980. március 20. –) német labdarúgó, hátvéd, edző.

## Pályafutása
Bönig  hatéves korában az Eintracht Freising csapatában kezdett futballozni, ahol első edzője az édesapja volt. Sportkedvelő családból származik, ugyanis öccsei is labdarúgók: Sebastian német másodosztályú csapatoknál, míg Vincent az osztrák WAF Brigittenau-nál középpályás. Fiatalon, fivéreihez hasonlóan a Bayern München ificsapataiban is játszott. Ebben az időben 20 alkalommal az ifjúsági válogatottba is meghívót kapott. 2001 nyarán a Bayern második csapatától az MSV Duisburg-hoz szerződött, mellyel a német másodosztályban szerepelt. 2003-tól a VfL Bochum hátvédje lett.
A VfL színeiben az UEFA-kupában is szerepelt, jó teljesítményének köszönhetően pedig háromszor is bekerült a Team 2006-ba, a német B-válogatottba. Miután csapata 2005 nyarán búcsúzott a Bundesligától a 2005-2006-os idényben jelentős szerepe volt Bochum feljutásában. A 2007-es bennmaradás kivívásakor 2010-ig szerződést hosszabbítottak vele, Thomas Zdebel 2009 januárjában történt távozása után ő lett a csapat rangidős játékosa. 2012 nyarán elhagyta a VfL-t, mivel a klub nem hosszabbított szerződést vele.
2012 novemberében a Ferencvárosi TC játékosa lett.
Pályafutása során szinte kizárólag csak bal oldali védőként szerepelt. A védelemben harcosságával, bevállalósságával vált a bochumi közönség kedvencévé. A 2008-2009-es évadban alkalmanként középpályásként is bevetették. Profi pályafutása során szerzett négy gólját a másodosztályú MSV Duisburg, illetve a Ferencváros színeiben szerezte.
Civilben hallókészülék-hangmérnöki képesítéssel rendelkezik, nős, két gyermeke van.
2018 nyarán a német ötödosztályú BFC Wolfratshausen edzője lett.

## Mérkőzései a német B válogatottban
| #  | Dátum               | Ellenfél    | Eredmény | Kiírás              | Esemény |
| -- | ------------------- | ----------- | -------- | ------------------- | ------- |
| 1. | 2003. szeptember 4. | Oroszország | 3 – 2    | barátságos mérkőzés | 46'     |
| 2. | 2003. október 21.   | Skócia      | 1 – 0    | barátságos mérkőzés | 46'     |
| 3. | 2004. április 27.   | Oroszország | 1 – 1    | barátságos mérkőzés | 46'     |

## Sikerei, díjai
Ferencvárosi TC
- Magyar-ligakupa-győztes: 2013
- OTP Bank liga bronzérmes: 2014